# Hans-Joachim Roedelius
Hans-Joachim Roedelius, (Berlin, 1934. október 26. –) német elektronikus zenész, zeneszerző. A Cluster és a Harmonia együttes egyik alapítójaként ismert. Termékeny diszkográfiájáról is nevezetes. Több mint 100 lemezkiadás fűződik a nevéhez. Több stúdióalbumot is adott ki. Gyerekként olyan UFA-filmekben szerepelt, mint a „Verklungene Melodie” (1938) és a „Reitet für Deutschland” (1941).

## Pályafutása
Autodidaktaként kezdett zenélni, majd 1968-ban Conrad Schnitzlerrel, Boris Schaakkal, Elke Lixfelddel és másokkal bekapcsolódott a „Zodiak Free Arts Lab” zenekar megalapításába. A Zodiak Free Arts Lab a berlini kulturális underground középpontjává vált. Roedelius ott találkozott a svájci Dieter Moebius-szal. 1970-ben Roedelius, Schnitzler és Moebius megalakították a Kluster zenekart. A Kluster három albumot adott ki.
Schnitzler 1971-ben szólókarrierbe kezdett.
Moebius és Roedelius a csoport nevét „Clusterre” változtatta. A következő években felvették a Cluster és a Cluster II albumokat. Ezzel egy időben 1973-ban megalakították a Harmonia zenekart. 1974-ben kiadták a "Musik von Harmonia" című albumot.
A Cluster duó harmadik albuma a korábbi anyagok avantgárd hangzását egy dallamosabb és ritmikusabb irány felé vitte.
Ekkor Moebius és Roedelius dolgozott egy új Harmonia albumon („Deluxe”), amelyet 1975-ben adtak ki. A Cluster 1976 júniusában felvette a „Sowiesoso”-t.
Ugyanezen év szeptemberében Brian Eno meglátogatta Moebiust. Rögzítették a „Tracks & Traces” című albumot, amely 1997-ben jelent meg. Eno távozása után a zenekar feloszlott.
2009-ben Hans Joachim Roedelius a „Sustanza di Cose Sperata”-t Alessandra Celletti zongoristával és zeneszerzővel az amerikai „Transparency Records” számára vette fel. Együtt játszottak New Yorkban és Los Angelesben.

## Szólóalbumok
- 1978: Durch die Wüste
- 1979: Jardin Au Fou
- 1979: Selbstportrait
- 1980: Selbstportrait – Vol. II
- 1980: Selbstportrait Vol. III
- 1981: Lustwandel
- 1981: Wenn Der Südwind Weht
- 1982: Offene Türen
- 1982: Flieg' Vogel fliege
- 1982: Wasser im Wind
- 1984: Auf leisen Sohlen
- 1984: Geschenk des Augenblicks – Gift of the Moment
- 1984: Begegnungen
- 1985: Begegnungen II
- 1986: Wie das Wispern des Windes
- 1987: Momenti Felici
- 1989: Bastionen der Liebe – Fortress of Love
- 1990: Variety of Moods
- 1991: Der Ohrenspiegel
- 1991: Piano Piano
- 1992: Cuando... Adonde
- 1992: Frühling later re-released as Romance in the Wilderness
- 1993: Tace!
- 1994: Sinfonia Contempora No. 1: Von Zeit zu Zeit
- 1994: Theatre Works
- 1995: Selbstportrait VI: The Diary of the Unforgotten
- 1995: Vom Nutzen der Stunden – Lieder vom Steinfeld Vol. I
- 1995: 61sechzigjahr
- 1996: Sinfonia Contempora No. 2: La Nordica
- 1996: Pink, Blue And Amber
- 1999: Selfportrait VII: dem Wind voran – ahead of the wind
- 1999: Amerika Recycled by America Inc
- 1999: Vom Nutzen der Stunden – Lieder Vom Steinfeld Vol.II
- 2000: Roedeliusweg
- 2001: Roedelius 2001 – Orgel Solo
- 2001: Das Verwirrte Schaf – Wort-Klang Collage zum Aschermittwoch
- 2002: Selbstportrait VIII – Introspection
- 2003: American Steamboat
- 2003: Counterfeit
- 2003: Lieder vom Steinfeld Vol.III
- 2003: Roedelius 1969–2002
- 2006: Works 1968–2005
- 2007: Snapshots/Sidesteps
- 2008: Back Soon
- 2010: Ex Animo
- 2016: Manchmal

- 2017: Release of Roedelius' autobiography "Roedelius – Das Buch"
- 2017: Music for the soundtrack of Nick Cave for the film "War Machine"
- 2018: Music for the film "Symphony of Now" to be released 14 February
- 2018: Music for the film "Die Rueden" from director Connie Walther
- 2020: Selbstportrait IX – Wahre Liebe
- 2020: Drauf und Dran

## Filmek
- https://www.imdb.com/name/nm1474966/